# Гострий постстрептококовий гломерулонефрит
Гострий постстрептококовий гломерулонефрит

## Етіологія
Збудник β-гемолітичний стрептокок групи А. 
Первинна інфекція проявляється у вигляді ангіни, фарингіту. Виникає після інфекційних захворювань як прояв алергічної реакції організму на інфекцію.

## Патогенез
Пов'язаний із циркулюючими імунними комплексами, що можуть містити антигени бактерій і викликати розвиток в клубочках нирок імунного запалення (реакція гіперчутливості негайного типу).
Мікроскопічні зміниДифузний гломерулонефрит, клубочки збільшені. Спостерігається проліферація мезангіальних, ендотеліальних та епітеліальних клітин зовнішнього листка капсули клубочка, інфільтрація поліморфноядерними лейкоцитами. Просвіт капілярів звужений. Відкладення імунних комплексів на базальній мембрані клубочків у вигляді гранулярних включень (імуногістохімічний метод).
Макроскопічні ознакиЗбільшені нирки внаслідок набряку, капсула знімається легко, гладка рівна поверхня нирки. У тяжких випадках виявляються петехії на поверхні нирок або сірі напівпрозорі крапки (строката нирка), кора сірувато-коричнева, піраміди темно-червоні.

## Клінічні прояви
Починається раптово, гостро з нездужання, підвищення температури тіла, нудоти, що проявляються через 7-14 днів після ангіни. Швидкий розвиток нефротичного синдрому: олігурія, гематурія (сеча кольору м’ясних помиїв), лейкоцитурія, циліндрурія, помірна протеїнурія. 
Спостерігаються набряки на обличчі, слабко виражена гіпертензія. В крові збільшується вміст сечової кислоти і креатиніну.

## Ускладнення
У дорослих в 30-50% випадків розвивається ХНН.